# Loja Maçônica Amor e Concórdia
A Loja Maçônica Amor e Concórdia é uma loja maçônica fundada em 14 de julho de 1893, originalmente sob o nome Loja Maçônica Luz à Humanidade na cidade de Jundiaí, São Paulo. O edifício é um bem tombado de reconhecida importância histórica pelo Conselho Municipal do Patrimônio Cultural da cidade e está registrado no Inventario de Proteção do Patrimônio Artístico e Cultural de Jundiaí (IPPAC) sob o processo 15.718/2008.
Situa-se à Rua Barão de Jundiaí, 161 e é de propriedade do Grande Oriente Paulista, possui somente um pavimento construído em alvenaria. Possui telhas de cerâmica tipo francesa encerrada em platibanda; A porta de acesso é composta de duas folhas "cegas" de madeira e as janelas são de ferro com basculantes de vidro. A parte externa é coberta com argamassa pintada de azul claro, friso superior, molduras nas portas e janelas e frontão com cimalhas, compondo uma fachada em estilo neoclássico. O frontão estende-se a um metro das portas e apresenta um pelicano em alto relevo, como referência das antigas lojas capitulares; É sustentado por colunas em estilo neo-jônico que descem até uma mureta balaustrada.